# Асуханов Рахман Мовлдийович
Рахман Мовлдийович Асуханов (рос. Рахман Мовлдиевич Асуханов; нар. 1 травня 1973, Шалі, Чечня, Росія) — радянський, російський та казахстанський футболіст, півзахисник та нападник. Казахстанський тренер.

## Життєпис
Вихованець футбольної школи «Вайнах» Шалі, тренери Р. Ш. Абуєв, Б. Д. Каюшников. Починав грати 1991 року у другій нижчій лізі першості СРСР за «Вайнах». Виступав у першій та другій лігах СРСР та Росії за команди «Терек» Грозний (1991—1992), «Ерзу» Грозний (1992—1994), ЦСК ВПС «Кристал» Смоленськ (1995). У 1997 році на запрошення Ваїта Талгаєва переїхав до Казахстану, де грав за команди «Тараз» (1997), «Іртиш» Павлодар (1998), «Кайсар-Hurricane» Кизилорда (1999-2000), «Атирау» (2001-2002), «Актобе-Ленто» Актюбінськ (2003), «Жетису» Талдикорган (2004-2005), «Шахтар» Караганда (2005-2006), «Єсіль-Богатир» Петропавловськ (2006), «Акжайик» Уральськ (2007), «Каспій» Актау (2008), «Кайрат» Алмати (2009-2010).
Після завершення кар'єри футболіст проживав у Павлодарі, працювати тренером в «Іртиші».
Син Юсуп – хокеїст.

## Титули і досягнення
- Володар Кубка Казахстану: 1997/1998, 1998/1999